# نزال ليونارد - كوشينغ
نزال ليونارد - كوشينغ (بالإنجليزية: Leonard-Cushing Fight)‏ هو فيلم أبيض وأسود أمريكي قصير صامت يعود إنتاجه لعام 1894 من إنتاج ويليام ديكسون، بطولة مايك ليونارد وجاك كوشينغ. حيث يشتركان في مباراة ملاكمة من ست جولات في ظل ظروف خاصة تسمح بتصويرها وعرضها على جهاز كينيتوغراف، تم عرض الفيلم للمرة الأولى في 4 أغسطس 1894 في مدينة نيويورك، وهو أول فيلم رياضي يتم إصداره على الإطلاق.
اعتبارًا من عام 2021 لم يُعرف أن أي نسخة كاملة من الفيلم قد نجت مما يجعله فيلمًا مفقودًا جزئيًا.

## ملخص
يشارك الملاكمان مايك ليونارد وجيك كوشينغ في مباراة ملاكمة من ست جولات. ووفقًا لتيري رامزي ، فإن المقاتلين "[...] ذهبوا بست جولات متوحشة ومختصرة من القتال اليائس ينتهي الفيلم مع ليونارد يسقط كوشينغ.

## روابط خارجية
- Leonard-Cushing Fight (1894) (Fragment) على يوتيوب